# Guglielmo Bossi
Guglielmo Bossi (8 de setembro de 1901, data de morte desconhecida) foi um ciclista italiano. Sendo um dos representantes da Itália nos Jogos Olímpicos de Paris 1924, Bossi competiu na prova de velocidade.